# Chatuchak-Markt

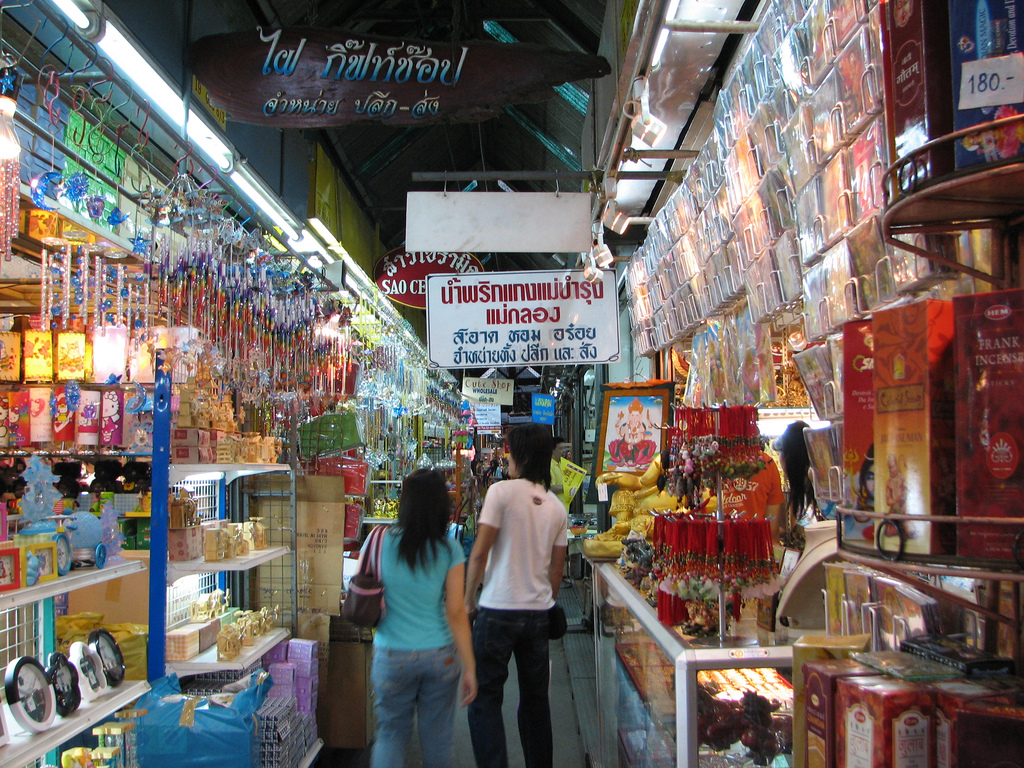
Chatuchak-Markt

Der Chatuchak-Markt (Thai: ตลาดนัดจตุจักร, Aussprache: [tà-làːt-nát ʤà-t̀u-ʤàk] ⓘ) befindet sich im Bezirk Chatuchak in Bangkok. Er gilt als Paradies für Einkäufer, die gerne feilschen, und gilt mit etwa 15 000 Ständen und 250 000 Besuchern an jedem Verkaufstag als größter Markt in Thailand sowie größter Open-Air-Markt der Welt.
Der Chatuchak-Markt überdeckt eine Fläche von 1,13 Quadratkilometer, die von mehr als 10.000 Ständen und kleinen Ladengeschäften genutzt wird. Auch ein Park, der Chatuchak-Park, ist nahe gelegen und lädt zum Verschnaufen ein. Täglich kommen schätzungsweise zwischen 200.000 und 300.000 Besucher, wobei die meisten Stände und Läden nur samstags und sonntags geöffnet haben.
Das Angebot reicht von Kleidung, Nahrungsmitteln, Haushaltsgegenständen und Möbeln, Antiquitäten und antiquarischen Büchern und Zeitschriften, thailändischem Kunsthandwerk bis zu Devotionalien und Lebendtieren.

## Geschichte
Der Chatuchak-Markt verdankt seine Entstehung einer Idee des früheren thailändischen Premierministers Plaek Phibulsongkhram (1938–1944, 1948–1957), der in jeder Stadt des Landes einen Flohmarkt aufstellen lassen wollte. In Bangkok wurde 1948 der erste solche Flohmarkt als so genannter „Wochenend-Markt“ am Sanam Luang errichtet.
Anfang der 1980er Jahre verordnete die Regierung, dass der Sanam Luang in einen öffentlichen Park für die Bürger von Bangkok umgewandelt werden und als zentraler Veranstaltungsort für die 200-Jahr-Feiern der Rattanakosin-Ära im Jahr 1982 dienen sollte. So entschied man, den Flohmarkt in den Bezirk Phahonyothin auf das Gelände des Golfplatzes der thailändischen Eisenbahngesellschaft umzusetzen. Er wurde später nach dem nahe gelegenen Chatuchak-Park benannt und gab dem später ausgewiesenen Bezirk (Khet) Chatuchak seinen Namen.

## Verkehrsanbindung
Der Chatuchak-Markt liegt gegenüber der U-Bahn-Station Kamphaeng Phet sowie etwa fünf Gehminuten von der BTS-Station Mo Chit und der U-Bahn-Station Suan Chatuchak (Chatuchak-Park) entfernt.